# Acropoma leobergi
Acropoma leobergi (лат.) — вид морских лучёпёрых рыб рода акропом из семейства акропоматовых.

## Ареал
Все известные образцы этого вида были выловлены в австралийских водах Арафурского моря.

## История изучения
Вид был описан А. М. Прокофьевым в 2018 году по трём экземплярам (голотип-самка и два паратипа, самец и самка), выловленных в 1960-х годах в ходе экспедиции ТИНРО. Видовое название дано в честь выдающегося русского и советского ихтиолога Льва Семеновича Берга (его именем также было названо судно, с борта которого вёлся сбор описанных образцов).

## Описание
Длина описанных особей находится в интервале от 105 до 120 мм. Тело рыбы сжатое с боков, со спрямлённой линией брюха и умеренно дуговидным профилем спины. Голова крупная, клиновидная в профиль, с некрупным, но хорошо выраженным подбородочным выступом на нижней челюсти. Задний конец верхней челюсти оканчивается на уровне вертикали середины зрачка. На предчелюстной кости по внешнему краю идут мелкие конические зубы, за которыми расположены небольшие шагреневидные зубы; в симфизной части с каждой стороны находится по одному крупному клыку, спереди и сзади от которых находятся мелкие конические зубы. Клыковидные зубы с рядами идущих за ними мелких конических зубов (с максимальным их размером в среней части яда) также расположены на зубных костях близ симфиза. V-образная полоска очень небольших зубов расположена также на сошнике (их размер в рамках ряда плавно растёт внутрь рта). Схожие мелкие зубы также расположены на нёбных костях, причём их ряды резко расширяются к заднему окончанию кости. На языке зубов нет, но на основании жаберных дуг присутствуют многочисленные зубные пластинки. Кости жаберной крышки гладкие. Число элементы ложножабр, судя по всему, увеличивается по мене роста рыбы.
Светящийся орган U-образной формы, в передней части слегка заходит за передний край основания грудных плавников, в задней — немного не достигает концов брюшных плавников. Извилистость тяжа незначительная,его очертания слабо сужены к переднему концу и загнуты за анусом. С дорсальной стороны орган покрыт сетью меланофор. Анус открывается перед концом брюшных плавников.
На коже различимы два вида чешуи:
- плотная ктеноидная, хорошо сохранившаяся на всех образцах, локализованная сверху спины, на хвосте, брюхе, горле, груди и над анальным плавником;
- легко отходящая и плохо сохранившаяся циклоидная, покрывавшая, судя по остаткам отельных групп чешуек и чешуйным карманам, щёки, верх головы и бока рыбы.

В спинном плавнике 19 лучей (9 колючих), в анальном — 10 (три колючих), в грудных — до 16, в брюшных — 6 (один колючий). Основания брюшных плавников расположены позади или на вертикали переднего края основания грудных плавников.
Фиксированные препараты рыб кажутся светлыми, но при увеличении на коже становятся различимы многочисленные меланофоры, имеющие вид точек буроватого цвета, крупных и редких на рыле, под глазами и на жаберных крышках и мелких, часто расположенных на всём остальном теле. От грудных до анальных плавников вдоль брюшины тянется тёмна просвечивающая внутренности полоса (плохо различима у фиксированных экземпляров); ниже этой полосы кожа рыбы густо покрыта меланофорами. На нижней стороне головы между подъязычной дугой и нижней челюстью расположена полоса точечных меланофор; значительно пигментированы также жаберная полость (чёрного цвета), жаберные лучи и тычинки, в то время как на жаберной перепонке точки пигмента разрежены и немногочисленны. Ротовая полость, желудок и кишечник светлые. Костальный и вентральный отделы брюшины чёрные.

## Классификация
Строение светящегося органа является важным диагностическим аспектом анатомии акропом, позволяющим производить таксономическое разделение видов внутри рода на группы; Acropoma leobergi относится к группе видов с U-образным строением этого органа. От близкородственных A. argentistigma, A. japonicum, A. splendens и A. neglectum указанный таксон отличается особенностями строения светящегося органа, числом жаберных тычинок и формой пигментации кожи.